# Selzthal
Selzthal – gmina w Austrii, w kraju związkowym Styria, w powiecie Liezen. Według danych Austriackiego Urzędu Statystycznego liczyła 1602 mieszkańców (1 stycznia 2017).
W gminie znajduje się stacja kolejowa Selzthal.